# Typhlonectes natans
Typhlonectes natans är en groddjursart som först beskrevs av Fischer in Peters 1880.  Typhlonectes natans ingår i släktet Typhlonectes och familjen Caeciliidae. IUCN kategoriserar arten globalt som livskraftig. Inga underarter finns listade i Catalogue of Life.